# Pseudokras
Pseudokras jsou krasovým útvarům geomorfologicky podobné reliéfní formy, které jsou vytvořeny v nekrasových horninách, například pískovcích.

## Původ slova a významu
Slovo „pseudokras“ vzniklo spojením slov pseudo (nepravý, napodobený, lživý) a kras, tj. vápencová oblast, ve které jsou vyvinuty krasové jevy.

## Popis
Pseudokrasy představují geologicky a turisticky zajímavou krajinu. Mohou to být jeskyně, soutěsky, propasti, suťové a blokové labyrinty, skalní brány, tunely aj. Vznikají tektonickou nebo mechanickou činností a nejčastěji se objevují v pískovcových a jim podobných horninách. V sedimentárních horninách s vysokým obsahem uhličitanů, se pseudokrasy nejvíce podobají krasům a proto jsou některými považované za přechodné jevy či přímo zařazeny mezi krasy (např. pískovce s vápnitým tmelem). Pseudokrasovými jevy se tedy také zabývá obor karsologie. Krasové jevy často vznikají rozpouštěním horniny, což u pseudokrasových jevů obvykle není. Podobně jako krasové jevy, se pseudokrasové jevy vyskytují na povrchu i v podzemí.

## Galerie

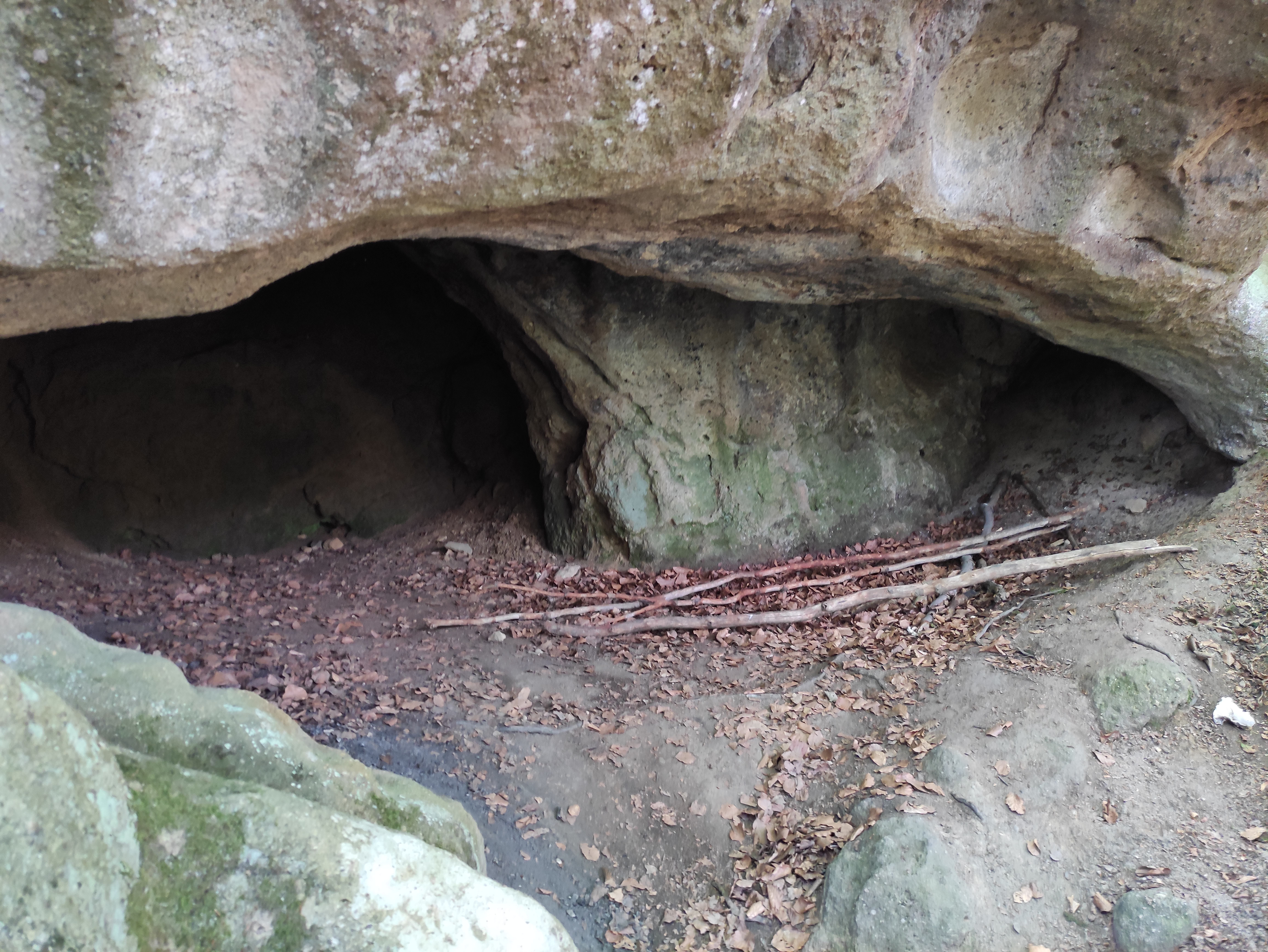
Pseudokrasová pískovcová Zbojnická jeskyně
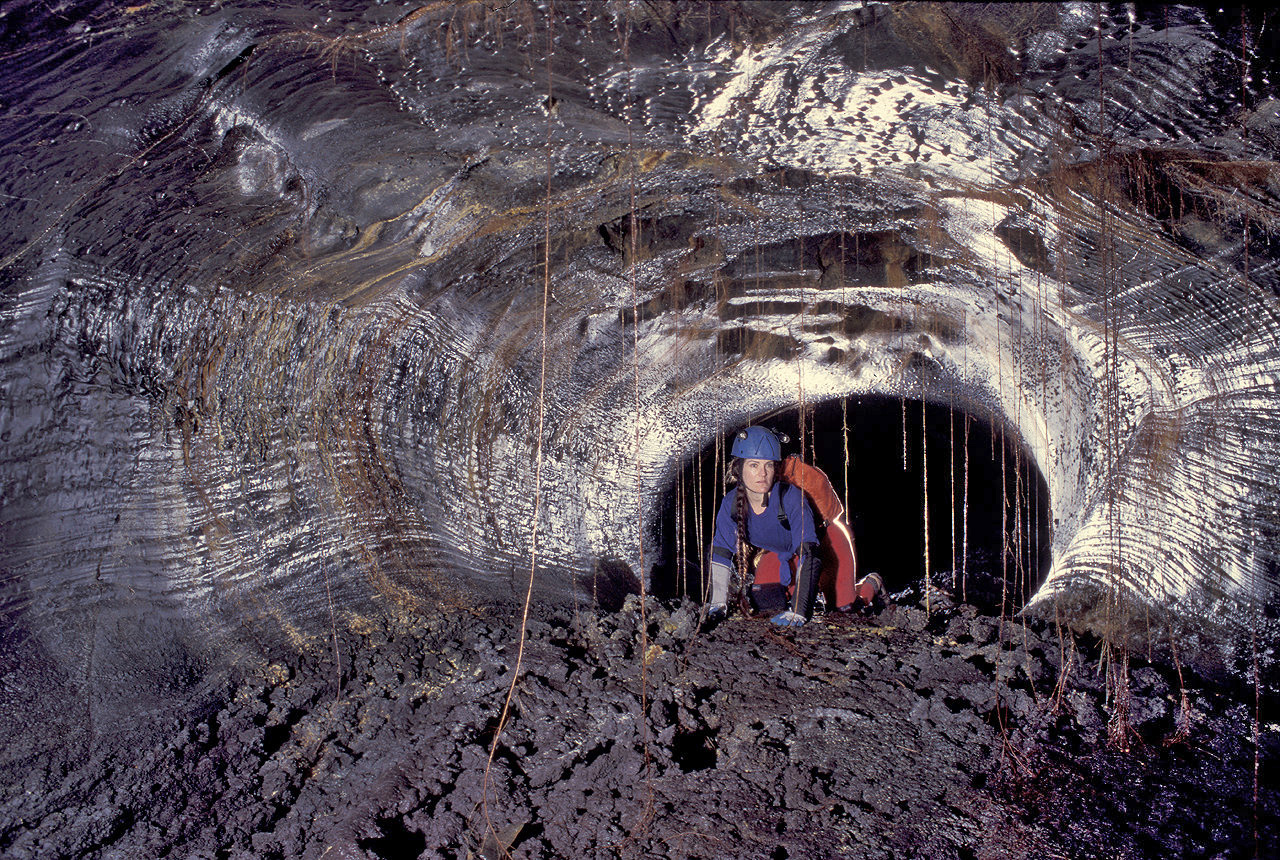
Pseudokrasový lávový tunel, Havaj